# Топчинський (заказник)
То́пчинський заказник — ентомологічний заказник місцевого значення в Україні. Розташований поблизу села Топчине Магдалинівського району Дніпропетровської області. 
Площа заказника 85,5 га. Статус присвоєно згідно з рішенням облвиконкому 14.10.1982 року № 654, зміни розпорядження 19.12.1995 року № 50-Р/. Перебуває у віданні: Магдалинівська райдержадміністрація. 
Статус присвоєно для збереження ділянки зі степовою та чагарниковою нектароносною рослинністю та сприятливими умовами для життя диких бджіл і джмелів.